# Roseland (Indiana)
Roseland es un pueblo ubicado en el condado de St. Joseph en el estado estadounidense de Indiana. En el Censo de 2010 tenía una población de 630 habitantes y una densidad poblacional de 635,1 personas por km².

## Geografía
Roseland se encuentra ubicado en las coordenadas 41°43′4″N 86°15′2″O / 41.71778, -86.25056. Según la Oficina del Censo de los Estados Unidos, Roseland tiene una superficie total de 0.99 km², de la cual 0.99 km² corresponden a tierra firme y (0%) 0 km² es agua.

## Demografía
Según el censo de 2010, había 630 personas residiendo en Roseland. La densidad de población era de 635,1 hab./km². De los 630 habitantes, Roseland estaba compuesto por el 87.46% blancos, el 2.7% eran afroamericanos, el 0.95% eran amerindios, el 4.6% eran asiáticos, el 0.16% eran isleños del Pacífico, el 1.9% eran de otras razas y el 2.22% pertenecían a dos o más razas. Del total de la población el 5.08% eran hispanos o latinos de cualquier raza.